# Syzygium arboreum
Syzygium arboreum är en myrtenväxtart som först beskrevs av Baker f., och fick sitt nu gällande namn av J.W.Dawson. Syzygium arboreum ingår i släktet Syzygium och familjen myrtenväxter.
Artens utbredningsområde är Nya Kaledonien. Inga underarter finns listade i Catalogue of Life.